# Altneuwirthshaus
Altneuwirthshaus ist ein Gemeindeteil der Gemeinde Plankenfels im Landkreis Bayreuth (Oberfranken, Bayern).

## Geografie

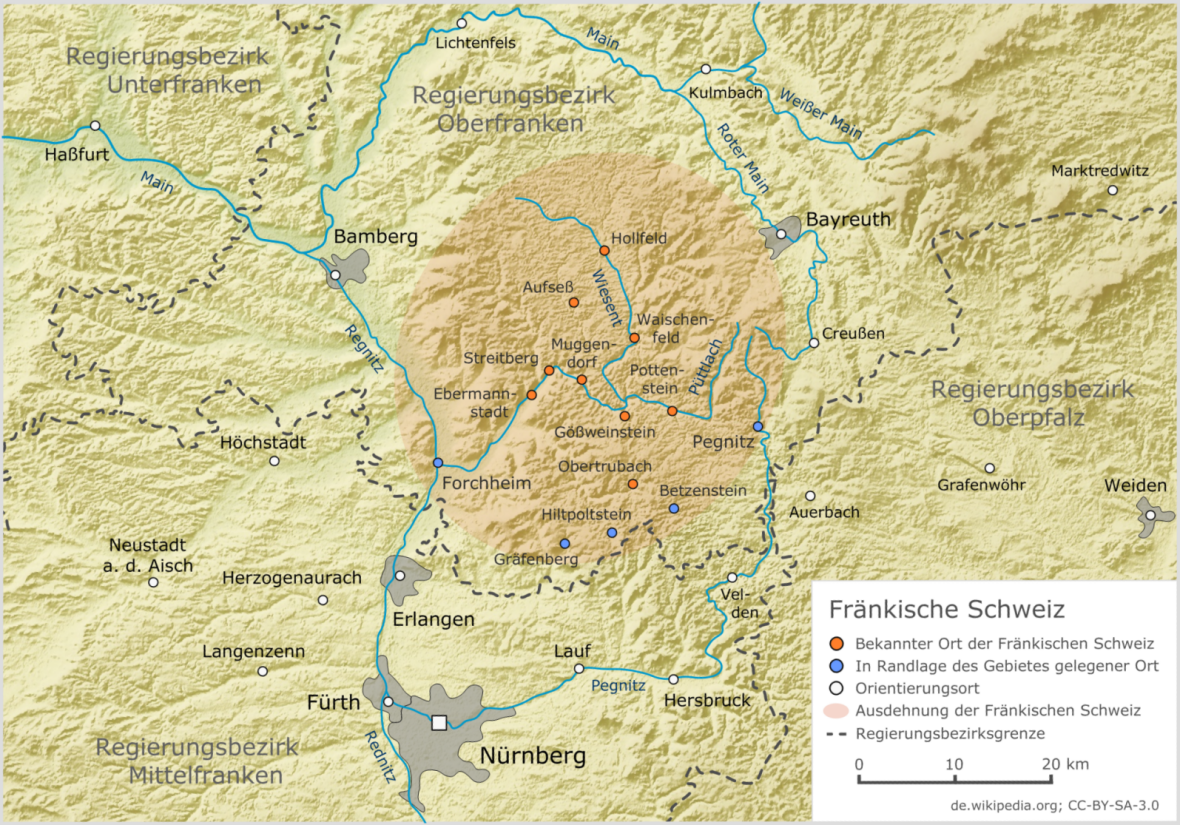
Territoriale Ausdehnung der Fränkischen Schweiz

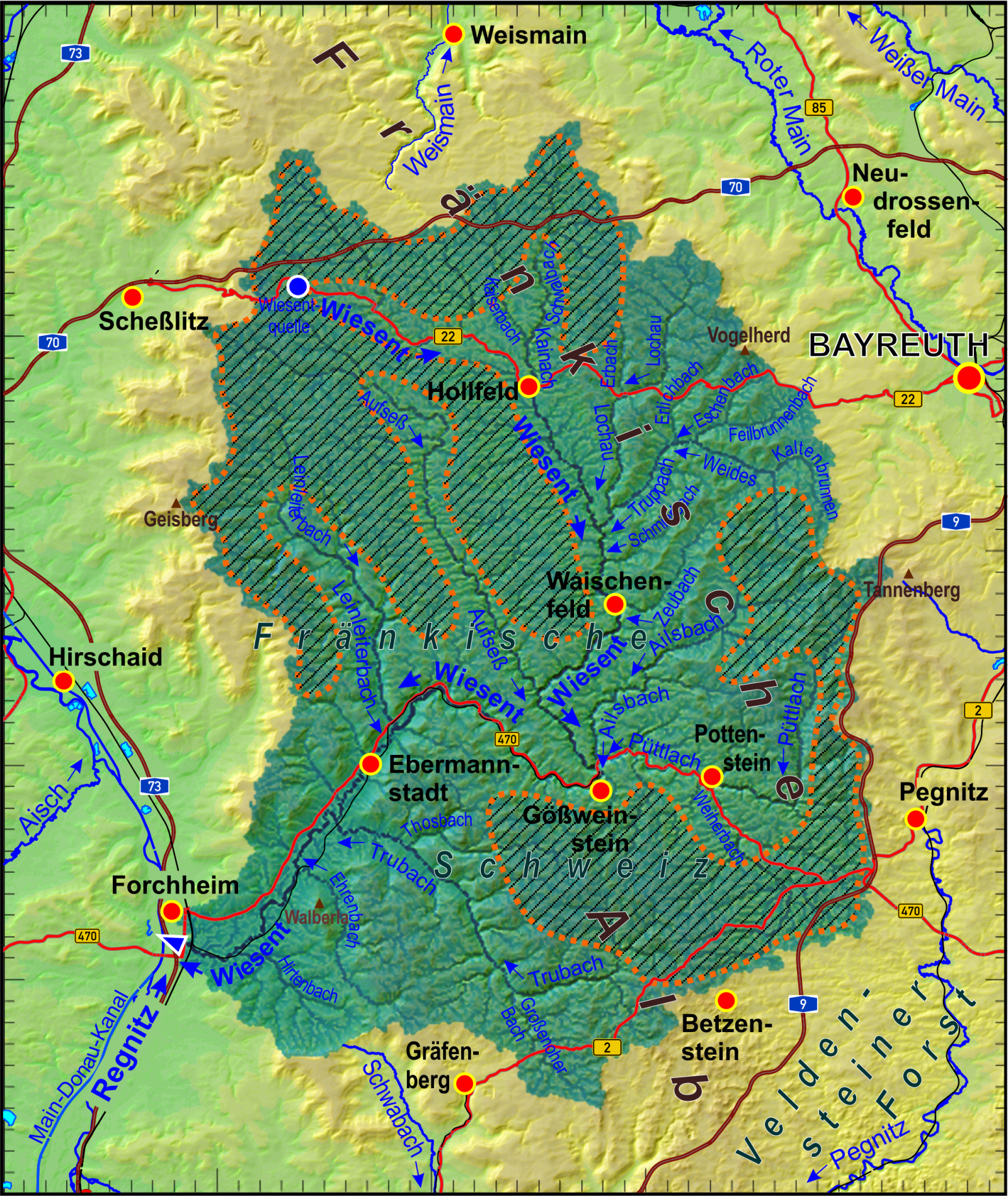
Einzugsgebiet der Wiesent

Das Dorf Altneuwirthshaus liegt im zentralen Teil der Fränkischen Schweiz und am Unterlauf der Truppach, die zum Flusssystem der Wiesent gehört. Die Nachbarorte sind Plankenstein im Norden, Schnackenwöhr und Ringau im Nordosten, Schrenkersberg im Osten, Löhlitz im Süden, Schlotmühle und Neuwirthshaus im Südwesten und Kalkbüsch im Nordwesten. Das Dorf ist von dem eineinhalb Kilometer entfernten Plankenfels aus über die Staatsstraßen St 2191 und St 2186 erreichbar. Bis zur Auflassung der Bahnlinie Bayreuth–Hollfeld führte diese unmittelbar südöstlich am Dorf vorbei und am nordöstlichen Ortsrand gab es den „Bahnhof Plankenfels“.

## Geschichte
Das Dorf ist seit der mit dem bayerischen Gemeindeedikt von 1818 erfolgten Gemeindegründung ein Gemeindeteil der Gemeinde Plankenfels. Altneuwirthshaus wurde zum letzten Mal 1970 im Amtlichen Ortsverzeichnis für Bayern als amtlich benannter Gemeindeteil der Gemeinde Plankenfels gelistet. Bei den dabei genannten 244 Einwohnern ist allerdings die Einwohnerschaft von Neuwirthshaus mitenthalten. Die letzte separate Erhebung der Einwohnerzahl von Altneuwirthshaus erfolgte im Jahr 1885, als für den Ort 38 Einwohner gezählt wurden.